# Anairetes reguloides
El cachudito crestiblanco (Anairetes reguloides), también denominado cachudito de cresta blanca (en Chile) o torito de cresta pintada (en Perú), es una especie de ave paseriforme de la familia Tyrannidae perteneciente al género Anairetes. Es nativo de regiones andinas del centro oeste de América del Sur.  

## Distribución y hábitat
Se distribuye por la pendiente occidental de la cordillera de los Andes desde el centro oeste de Perú (Áncash} hasta el extremo noroeste de Chile (Arica).
Esta especie es considerada poco común en sus hábitats naturales: las áreas arbustivas, bosques ligeros y setos en los valles andinos y en parches de Polylepis arriba del límite del bosque; entre el nivel del mar y los 4000 m de altitud.

## Sistemática

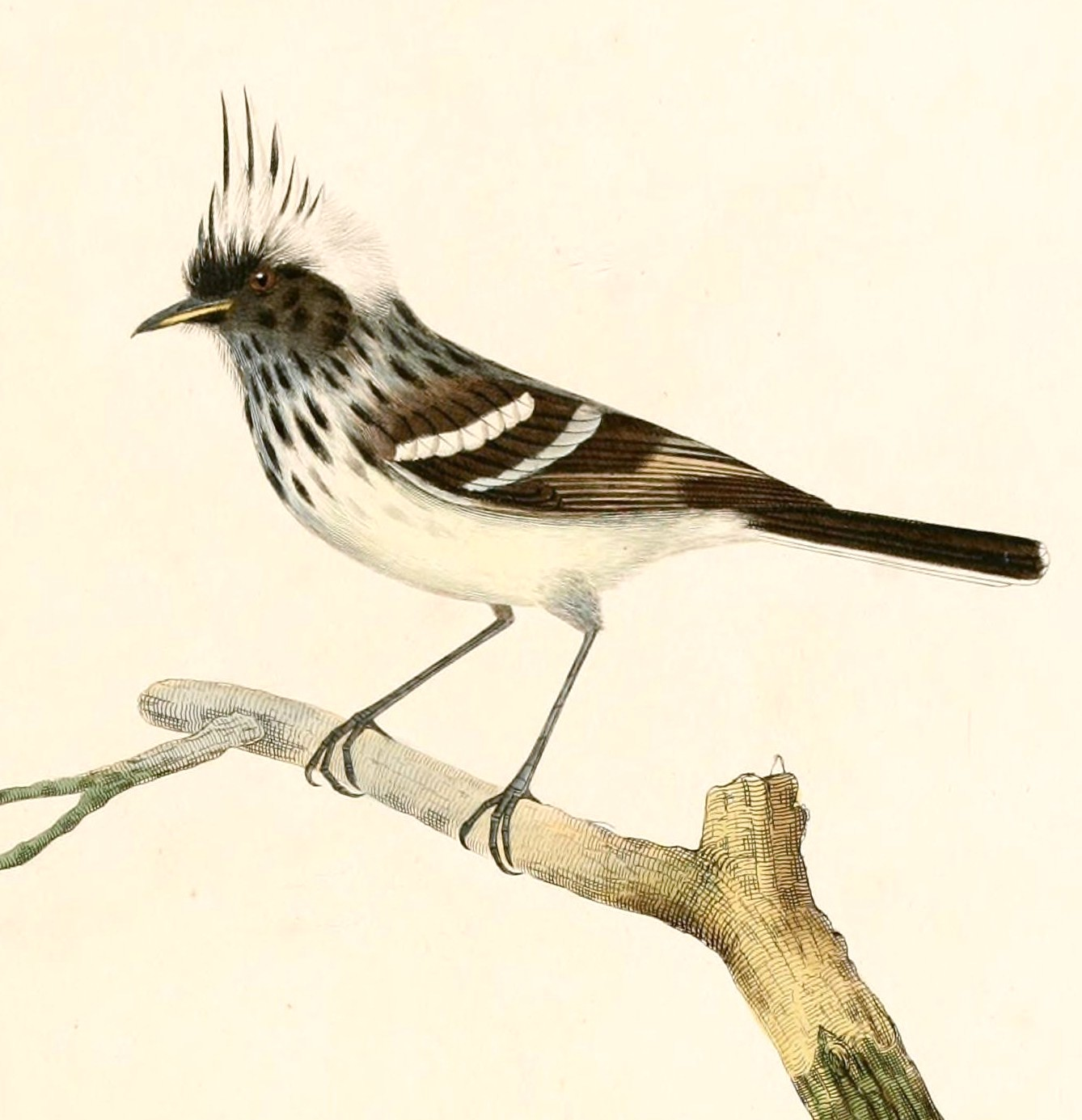
Culicivora reguloides = Anairetes reguloides. Imagen publicada por d'Orbigny en Voyage dans l'Amérique Méridionale, 1847.

### Descripción original
La especie A. reguloides fue descrita por primera vez por los naturalistas franceses Alcide d'Orbigny y Frédéric de Lafresnaye en 1837 bajo el nombre científico Culicivora reguloides; su localidad tipo es: «Tacna, Perú».

### Etimología
El nombre genérico masculino «Anairetes» deriva del griego «αναιρετης anairetēs» que significa ‘destructor’ (p. ej. tirano); y el nombre de la especie «reguloides» se compone del género Regulus (los reyezuelos) y de la palabra griega «oidēs»  que significa ‘que se parece’.

### Taxonomía
Anteriormente fue colocado en un género Spizitornis porque se pensaba que Anairetes estaba pre-ocupado; y también fue tratada como conespecífica con Anairetes nigrocristatus.

### Subespecies
Según las clasificaciones del Congreso Ornitológico Internacional (IOC) y Clements Checklist/eBird se reconocen dos subespecies, con su correspondiente distribución geográfica:
- Anairetes reguloides albiventris (Chapman, 1924) – centro oeste de Perú (desde Áncash al sur hasta Ica y oeste de Ayacucho; un único espécimen en Apurímac).
- Anairetes reguloides reguloides (d’Orbigny & Lafresnaye, 1837) – suroeste de Perú (del sur de Ayacucho al sur hasta Tacna) y extremo noroeste de Chile (Arica).